# Zhou Fohai
Zhou Fohai (ur. 29 maja 1897, zm. 28 lutego 1948) – chiński polityk, burmistrz Szanghaju w latach 1944–1945, kolaborant podczas wojny chińsko-japońskiej.
Pochodził z prowincji Hunan. W latach 1917–1921 przebywał w Japonii, gdzie studiował na Cesarskim Uniwersytecie w Kioto; tam też zapoznał się z ideologią komunistyczną. Po powrocie do Chin w 1921 wziął udział w kongresie założycielskim Komunistycznej Partii Chin w Szanghaju. Szybko przeszedł jednak na stronę Kuomintangu, co skutkowało wydaleniem z szeregów KPCh w 1924.
W KMT początkowo należał do krytycznego wobec Czang Kaj-szeka stronnictwa Wang Jingweia, by na początku lat 30. stać się jednym z najbardziej zaufanych ludzi Czanga. Pełnił funkcję wiceszefa wydziału propagandy, a także był członkiem zarządu partii. Po wybuchu w 1937 roku wojny chińsko-japońskiej, sceptyczny wobec możliwości zwycięstwa, wszedł w skład utworzonego w 1940 w Nankinie kolaboracyjnego rządu Wang Jingweia, w którym pełnił funkcje ministra finansów, szefa policji i banku centralnego oraz wiceprzewodniczącego Yuanu Wykonawczego. W 1943, za pośrednictwem Dai Li, nawiązał potajemną współpracę z przebywającymi w Chongqingu legalnymi władzami. Po zakończeniu wojny, mimo początkowych zapewnień o amnestii, został aresztowany i oskarżony o zdradę. Skazano go na karę śmierci, zamienioną następnie decyzją Czang Kaj-szeka na dożywocie. Zmarł w więzieniu.